# Ilie Oană
Ilie Oană (East Chicago, 16 agosto 1918 – Bucarest, 27 aprile 1993) è stato un allenatore di calcio e calciatore rumeno, di ruolo centrocampista.

## Biografia
Ilie Oana nasce negli Stati Uniti, a Indiana Harbor (East Chicago), dove i genitori si rifugiarono a causa della prima guerra mondiale. Quando Ilie aveva 4 anni, tornarono in Romania e si stabilirono a Sibiu. Lì, in Transilvania, Oană ha iniziato a calciare il pallone, per la squadra locale Şoimii Sibiu. Tutti quelli della sua generazione lo chiamavano Americanul (l'americano).

## Carriera

### Giocatore
Dopo la militanza giovanile nel Şoimii Sibiu, nel 1937 passò alla Juventus Bucarest, dove rimase fino al 1951, come esterno destro, nella cui squadra vi erano anche Mihai Flamaropol e Titi Popescu. Dopo il ritiro, è rimasto attivo nello stesso club, trasferitosi nel frattempo al Ploiesti, con il nome di Petrolul. Ilie Oană, infatti, detiene un record difficile da eguagliare nel calcio rumeno, visto che ha trascorso 34 anni in un unico club, come allenatore e giocatore.

### Allenatore
Come allenatore, Ilie Oană ha guidato il Petrolul Ploiesti, la squadra greca del Panserraikos, il Politehnica Iași, l'FC Universitatea Craiova (con la quale ha vinto la Coppa di Romania nel 1978), il Farul Constanța e il Gloria Buzău.
È inoltre il secondo allenatore nella storia della Divizia A rumena per numero di partite (549), superato solo da Florin Halagian, che ne ha 926 partite.
All'inizio degli anni '80, Oană si ritirò improvvisamente dall'attività, ma rimase un membro di spicco del 
Collegio centrale degli allenatori.
Dal 1990, lo stadio "Petrolul" di Ploiești prende il suo nome.
Il tecnico è morto il 27 aprile 1993.

## Palmarès

### Allenatore
- Campionato rumeno: 2

Petrolul Ploiești: 1957-1958, 1958-1959
- Coppa di Romania: 2

Petrolul Ploiești: 1962-1963
Universitatea Craiova: 1977-1978